# Cleome bangiana
Cleome bangiana är en paradisblomsterväxtart som beskrevs av Ernest Friedrich Gilg och Heilb.. Cleome bangiana ingår i släktet paradisblomstersläktet, och familjen paradisblomsterväxter. Inga underarter finns listade i Catalogue of Life.